# Festival international du film de Toronto 1981
Le Festival international du film de Toronto 1981 est la 6e édition du festival. Il s'est déroulé du 10 septembre 1981 au 19 septembre 1981.

## Awards
| Award,                | Film                | Réalisateur |
| --------------------- | ------------------- | ----------- |
| People's Choice Award | Les Chariots de feu | Hugh Hudson |

## Programme

### Gala Presentation
- Les Chariots de feu (Chariots of Fire) de Hugh Hudson
- Diva de Jean-Jacques Beineix[3]
- L'Homme de fer (Człowiek z żelaza) d'Andrzej Wajda
- Les Fantasmes de Madame Jordan (Montenegro) de Dušan Makavejev
- Malou de Jeanine Meerapfel
- Cutter's Way d'Ivan Passer
- Une blonde émoustillante (Postřižiny) de Jiří Menzel
- Le Contrat (Kontrakt) de Krzysztof Zanussi
- Neige de Jean-Henri Roger et Juliet Berto

### Cinéma canadien
- Ticket to Heaven de Ralph L. Thomas
- Threshold de Richard Pearce
- Heartaches (en) de Donald Shebib

### Documentaires
- C'est surtout pas de l'amour : un film sur la pornographie (Not a Love Story: A Film About Pornography) de Bonnie Sherr Klein (en)